# Giuseppe Majelli
Giuseppe Majelli (Siracusa, 19 dicembre 1827 – Palermo, 17 luglio 1914) è stato un magistrato e politico italiano.

## Biografia
Laureato a Catania, avvocato a Palermo dal 1854 al 1860, nell'ottobre di quest'ultimo anno è nominato dal governo garibaldino giudice del tribunale civile nella stessa città, e in tale carica prosegue la carriera alla subentrata magistratura italiana. A Palermo è stato anche consigliere comunale dal 1872 al 1897. Nominato senatore a vita nel 1898.